# MKK Novi Zagreb
| Radovi u tijeku! |
| Jedan vrijedni suradnik upravo radi na ovom članku! Mole se ostali suradnici da NE UREĐUJU članak dok je ova obavijest prisutna. Koristite stranicu za razgovor ako imate komentare i pitanja u vezi s člankom. Kada radovi budu gotovi predložak će ukloniti suradnik koji ga je postavio na članak! Predložak može svatko ukloniti ako 6 sati nije bilo promjena u članku i njegovoj stranici za razgovor. |

Muški košarkaški klub "Novi Zagreb" (MKK "Novi Zagreb"; Novi Zagreb) je muški košarkaški klub iz Zagreba, Republika Hrvatska. 
 
U sezoni 2024./25. seniori "Novog Zagreba" se natječu u "Drugoj muškoj ligi – Centar", ligi trećeg stupnja prvenstva Hrvatske. 

## Uspjesi
Druga muška liga – Centar
- prvaci: 2022./23., 2024./25.

## Pregled plasmana po sezonama
| sezona                        | rang lige                     | liga                          | dio lige                      | poz.                          | klubova u ligi                | ut                            | pob                           | por                           | koš+                          | koš-                          | bod                           | doigravanje                   | napomene                               | izvori                        |
| Novi Zagreb / MKK Novi Zagreb | Novi Zagreb / MKK Novi Zagreb | Novi Zagreb / MKK Novi Zagreb | Novi Zagreb / MKK Novi Zagreb | Novi Zagreb / MKK Novi Zagreb | Novi Zagreb / MKK Novi Zagreb | Novi Zagreb / MKK Novi Zagreb | Novi Zagreb / MKK Novi Zagreb | Novi Zagreb / MKK Novi Zagreb | Novi Zagreb / MKK Novi Zagreb | Novi Zagreb / MKK Novi Zagreb | Novi Zagreb / MKK Novi Zagreb | Novi Zagreb / MKK Novi Zagreb | Novi Zagreb / MKK Novi Zagreb          | Novi Zagreb / MKK Novi Zagreb |
| ----------------------------- | ----------------------------- | ----------------------------- | ----------------------------- | ----------------------------- | ----------------------------- | ----------------------------- | ----------------------------- | ----------------------------- | ----------------------------- | ----------------------------- | ----------------------------- | ----------------------------- | -------------------------------------- | ----------------------------- |
| 2020./21.                     | IV.                           | Treća liga – Centar           |                               | 2.                            | 7                             | 3                             | 3                             | 0                             | 269                           | 209                           | 6                             |                               | prekinuto zbog pandemije COVID-19      | [ 1 ]                         |
| 2021./22.                     | III.                          | Druga liga – Centar           |                               | 4.                            | 12                            | 22                            | 12                            | 10                            | 1546                          | 1532                          | 34                            |                               |                                        |                               |
| 2022./23.                     | III.                          | Druga liga – Centar           |                               | 1.                            | 12                            | 22                            | 19                            | 3                             | 1706                          | 1399                          | 41                            |                               | odustali od kvalifikacija za Prvu ligu |                               |
| 2023./24.                     | III.                          | Druga liga – Centar           |                               | 3.                            | 11                            | 20                            | 16                            | 4                             | 1534                          | 1322                          | 36                            |                               |                                        |                               |
| 2024./25.                     | III.                          | Druga liga – Centar           |                               | 1.                            | 12                            | 22                            | 20                            | 2                             | 1832                          | 1374                          | 42                            |                               |                                        |                               |
|                               |                               |                               |                               |                               |                               |                               |                               |                               |                               |                               |                               |                               |                                        |                               |
|                               |                               |                               |                               |                               |                               |                               |                               |                               |                               |                               |                               |                               |                                        |                               |

## Vanjske poveznice
- mkk-novizagreb.com
- MKK Novi Zagreb, facebook stranica
- MKK Novi Zagreb, instagram stranica
- (engl.) sofascore.com, MKK Novi Zagreb
- (engl.) basketball.eurobasket.com, MKK NOVI ZAGREB
- sportilus.com, MUŠKI KOŠARKAŠKI KLUB NOVI ZAGREB
- basketball.hr, mkk novi zagreb